# Torera

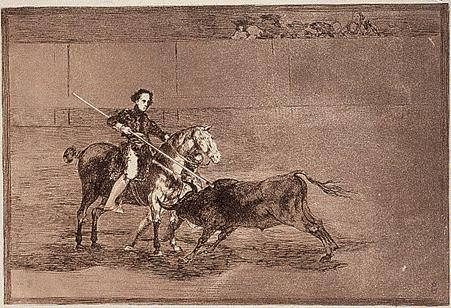
Nicolasa Escamilla, la « Pajuelera » par Goya.

Une torera est une femme affrontant les taureaux de combat à pied lors de corridas ou à cheval lors de corridas de rejón. Son équivalent masculin est un torero.

## Présentation
Les femmes participent aux spectacles taurins depuis le XVIIe siècle, mais elles ont dû affronter nombre d'interdictions avant de se voir reconnaître le statut de torero, le droit d'affronter l'animal à pied, ou celui de porter le même costume que les hommes. Toutes ne sont pas arrivées à l'alternative, mais elles ont connu en leur temps assez de succès pour que des artistes comme Francisco de Goya, ou Gustave Doré les choisissent comme sujet de gravure : la planche 22 de La Tauromaquia rend hommage au courage de la  Pajuelera, Gustave Doré a laissé une gravure de Teresa Bolsi toréant en jupons. Mais c'est sans conteste après la Seconde Guerre mondiale que des vedettes comme Conchita Cintrón, Marie Sara ou Cristina Sánchez ont ouvert la voie au torero féminin.

## Premières participations
La première trace de participation d'une femme à une corrida se trouve dans un texte du Conseil de Castille qui donne le montant de la somme allouée à une torera à cheval lors d'une corrida du 24 juin 1654.
À partir du XVIIIe siècle, leur présence est plus fréquente. Il est fait référence notamment aux exploits d'Antonia Bredentona. Mais ce sont surtout les nobles qui sont les plus souvent présentes, notamment dans les fêtes de bienfaisance. La fille du comte de Ribaldavia, est célèbre, ainsi que doña María de Gaucín qui aurait abandonné le couvent pour la corrida. À la même époque, on voit apparaître des toreras dans des spectacles burlesques où elles se font picadors ou banderilleros.

## Les professionnelles

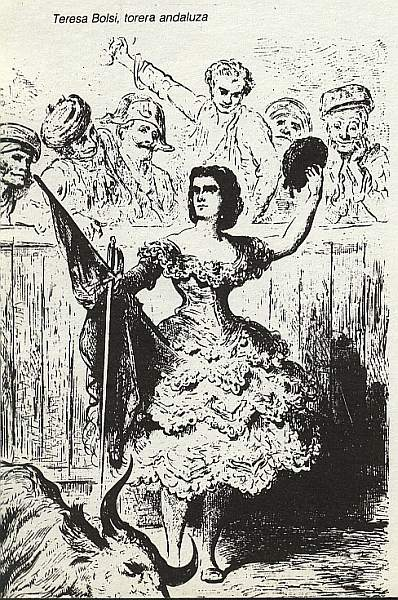
Teresa Bolsi par Gustave Doré

On peut considérer comme toreras professionnelles celles dont les municipalités ont accepté les services comme Francisca García, à Pampelune en 1774. La plus célèbre de toutes est la « Pajuelera » dont Goya salue le courage donnant pour titre à sa gravure : « Le courage viril de la célèbre Pajuelera dans l'arène de Saragosse ».
Les ecclésiastiques sont en revanche beaucoup moins enthousiastes et protestent contre la présence des femmes dans l'arène. Mais dès le XIXe siècle, les cuadrillas féminines se multiplient et deviennent à la mode. Elles interviennent principalement dans les spectacles burlesques : Francisca Coloma de Alicante se présente à Madrid  en 1839. Peu après, María Martína García crée la sienne et abandonne les spectacles burlesques pour des combats plus dangereux. Mais elles portent toujours un costume féminin : la première à endosser en 1886 l'habit de lumières est Dolores Sánchez « La Fragosa ».
De nombreuses autres cuadrillas féminines se forment à cette époque avec des succès relatifs. Le plus grand triomphe est remporté par María Salomé le 11 novembre 1900. Toutefois, le ministre Juan de la Cierva interdit aux femmes les corridas à pied, ce qui n'empêche pas l'interdiction d'être contournée par de nombreuses toreras, qui malgré leur succès, restent à l'état de novilleras.

## LeXXesiècle
La première femme à apparaître dans des cartels masculins est Juanita Cruz qui est obligée de s'exiler en Amérique latine au moment de la Guerre Civile espagnole car elle est républicaine. C'est au Mexique qu'elle prend l'alternative des mains de Heriberto García le 17 mars 1940 à Fresnillo.
En 1945 sous le régime de Francisco Franco, Conchita Cintrón se voit frappée de la même interdiction de toréer à pied. Elle est obligée de faire appel à des sobresalientes (remplaçants) pour estoquer le taureau. Elle vient toréer en France jusqu'en 1950.
En 1973, Ángela Hernández obtient le droit de toréer à pied. La commission nationale espagnole du travail féminin rend caduc l'article 2 du Règlement national des spectacles établi le 17 juin 1943. À partir de cette date, les femmes sont de plus en plus nombreuses à accéder à l'alternative : la colombienne Berta Trujillo plus connue sous le nom de « Morenita de Quindío », la mexicaine Raquel Martínez (alternative à Tijuana le 22 septembre 1981), l'espagnole Maribel Atienza, la nîmoise Évelyne Fabregas, l'espagnole Cristina Sánchez, la plus célèbre d'entre elles à ce jour, et plus récemment la mexicaine Hilda Tenorio. En Europe c'est la Française Léa Vicens qui est classée première à l'escalafon en 2016.

## Liste
- Joaquina Ariza Genir (La Algabeña)
- Maribel Atienzar
- Teresa Bolsi

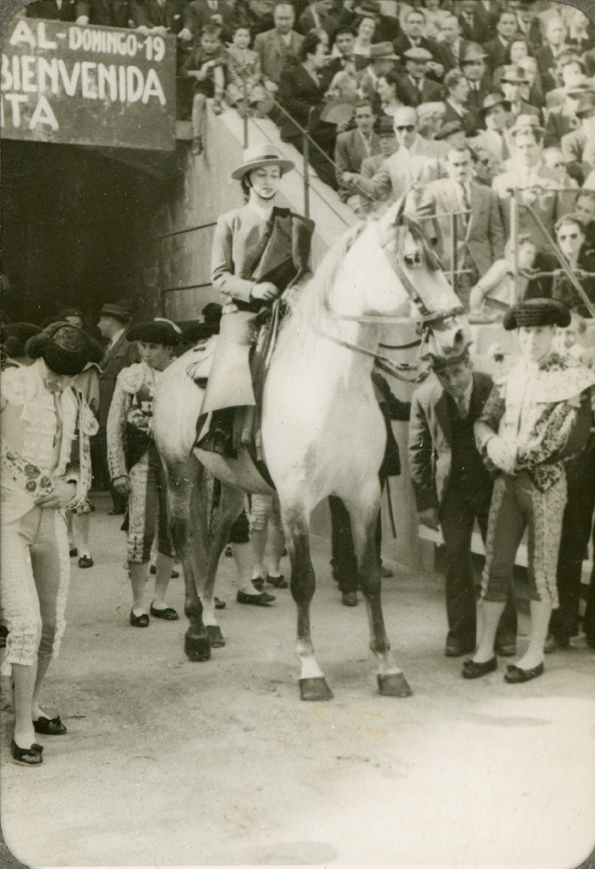
Conchita Cintrón
- Juanita Cruz
- Nicolasa Escamilla (La Pajuelera)
- Bette Ford
- Mari Fortes Roca[9]
- Patricia Pellen[10] Angela Hernandez
- Blanca Inés Macías Monsalve (Rosarillo de Colombia)
- Raquel Martinez
- Patricia McCormick
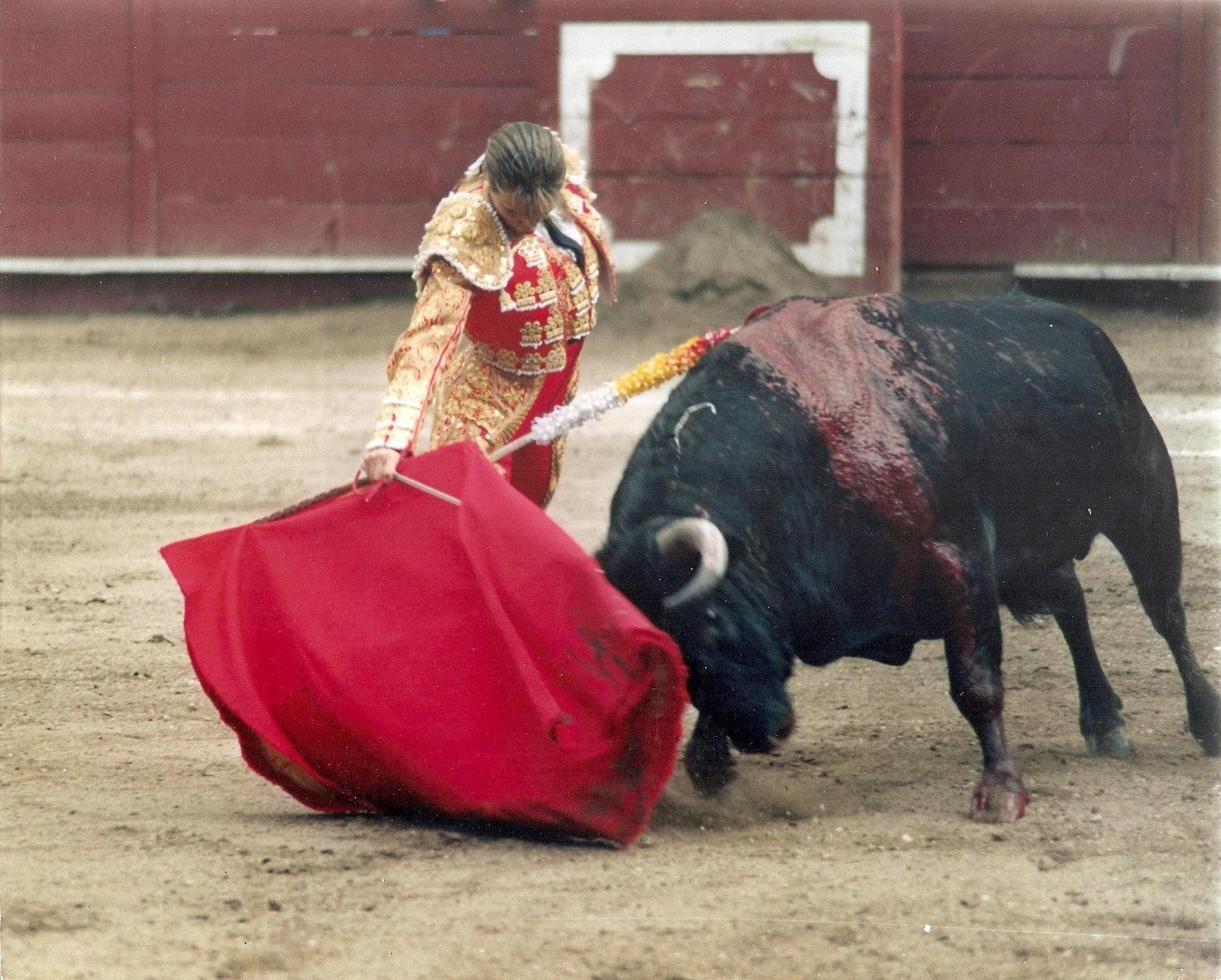
Cristina Sánchez
- Marie Sara
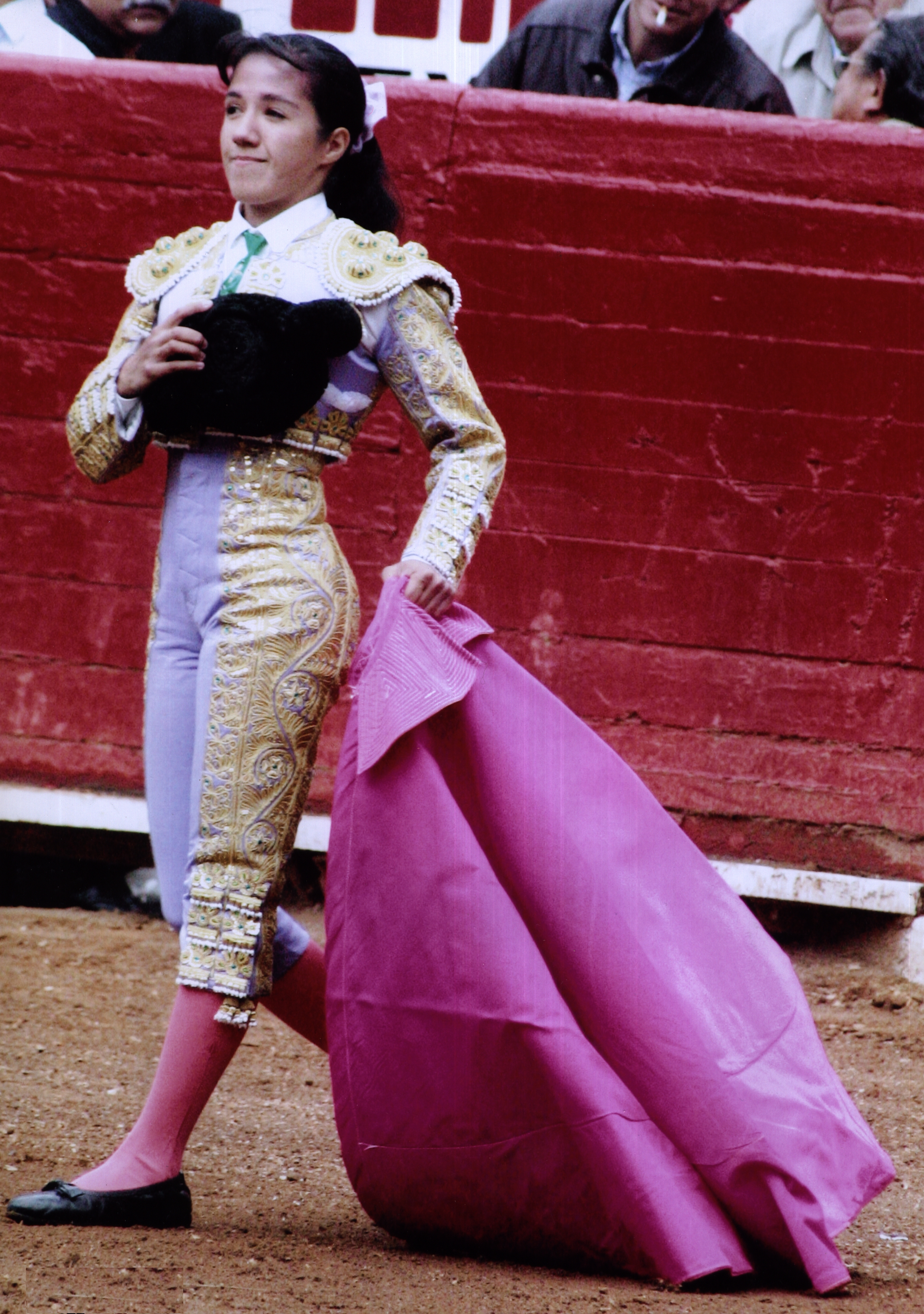
Hilda Tenorio
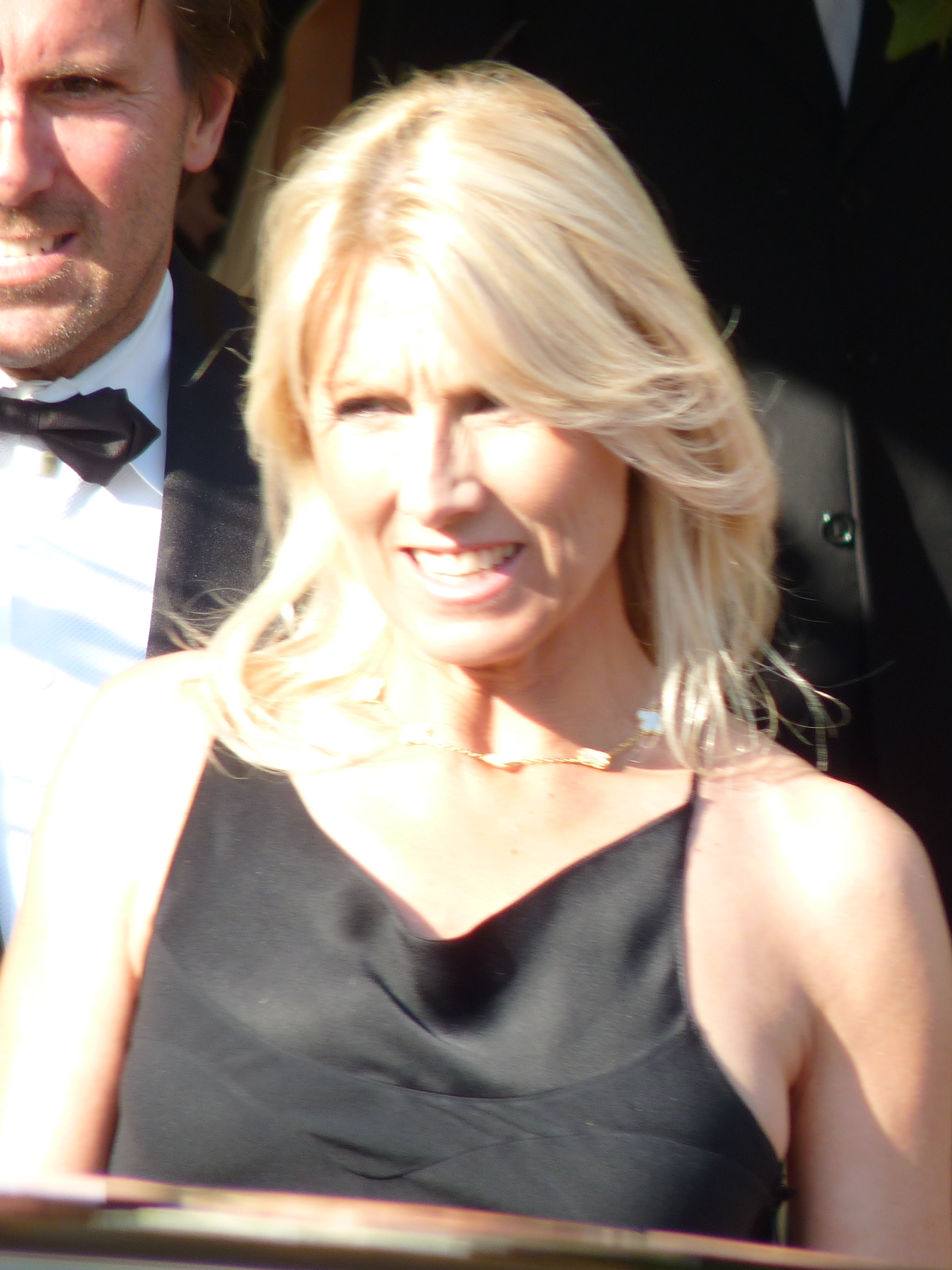
Marie Sara

- Alicia Tomás
- Conchi Ríos
- Léa Vicens

- Conchita Cintrón
- Cristina Sánchez
- Hilda Tenorio
- Marie Sara